# Эммаускирхе (Берлин)
Эмма́ускирхе (нем. Emmauskirche), протестантская церковь, построенная по проекту и под руководством архитектора Августа Орта на Лаузитцер-плац (нем. Lausitzer Platz) в Кройцберге.

## Название
Название церкви непосредственно связано с событиями, упомянутыми в Евангелии от Луки.
На мозаике портала изображён момент, когда по дороге из Иерусалима два ученика, встретив воскресшего Иисуса Христа и не узнав его, предлагают вместе остановиться в Эммаусе, так как день клонится к вечеру (англ. Herr, bleibe bei uns, denn es will Abend werden).

Портал Эммаускирхе с мозаичным панно
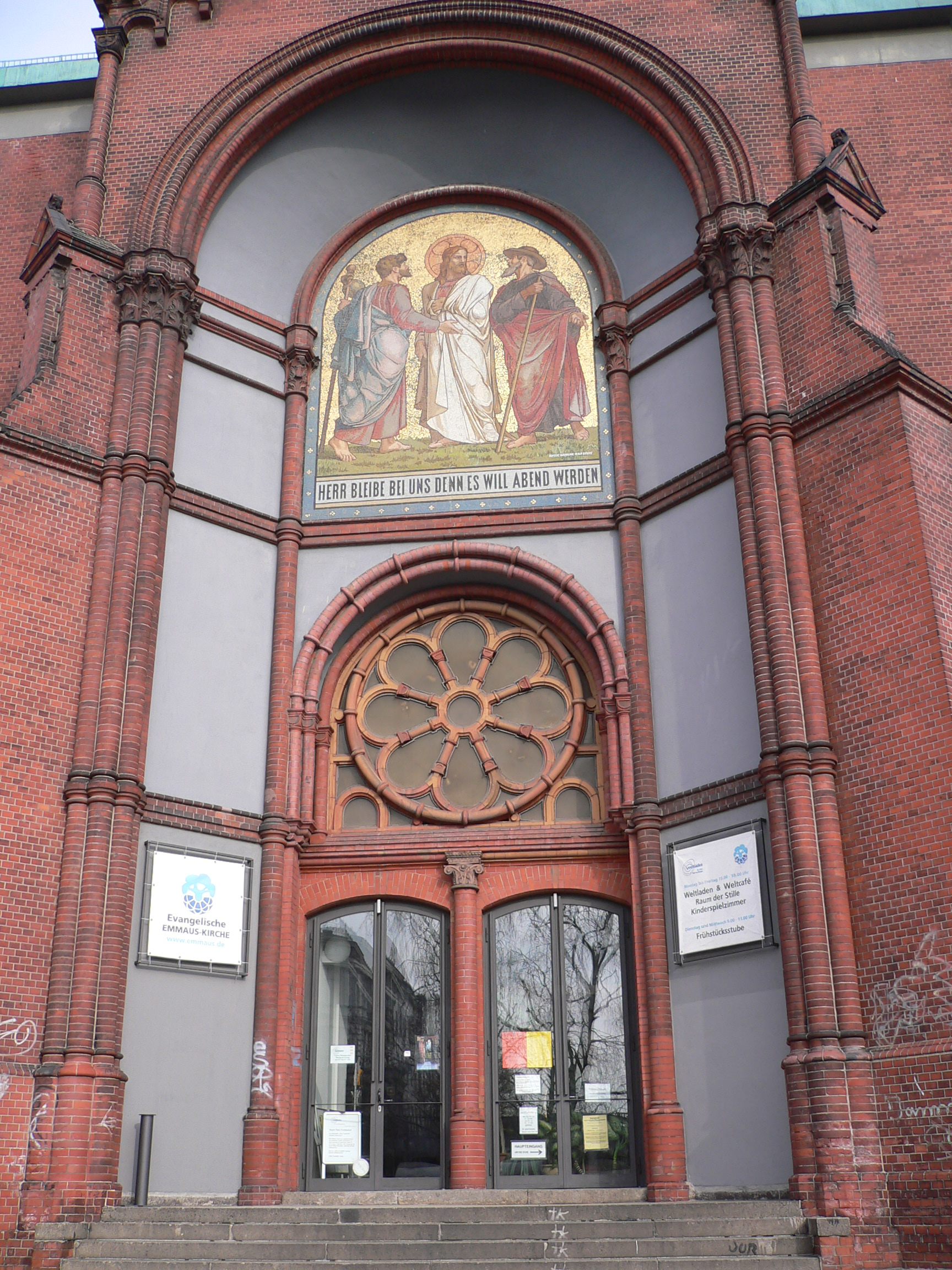
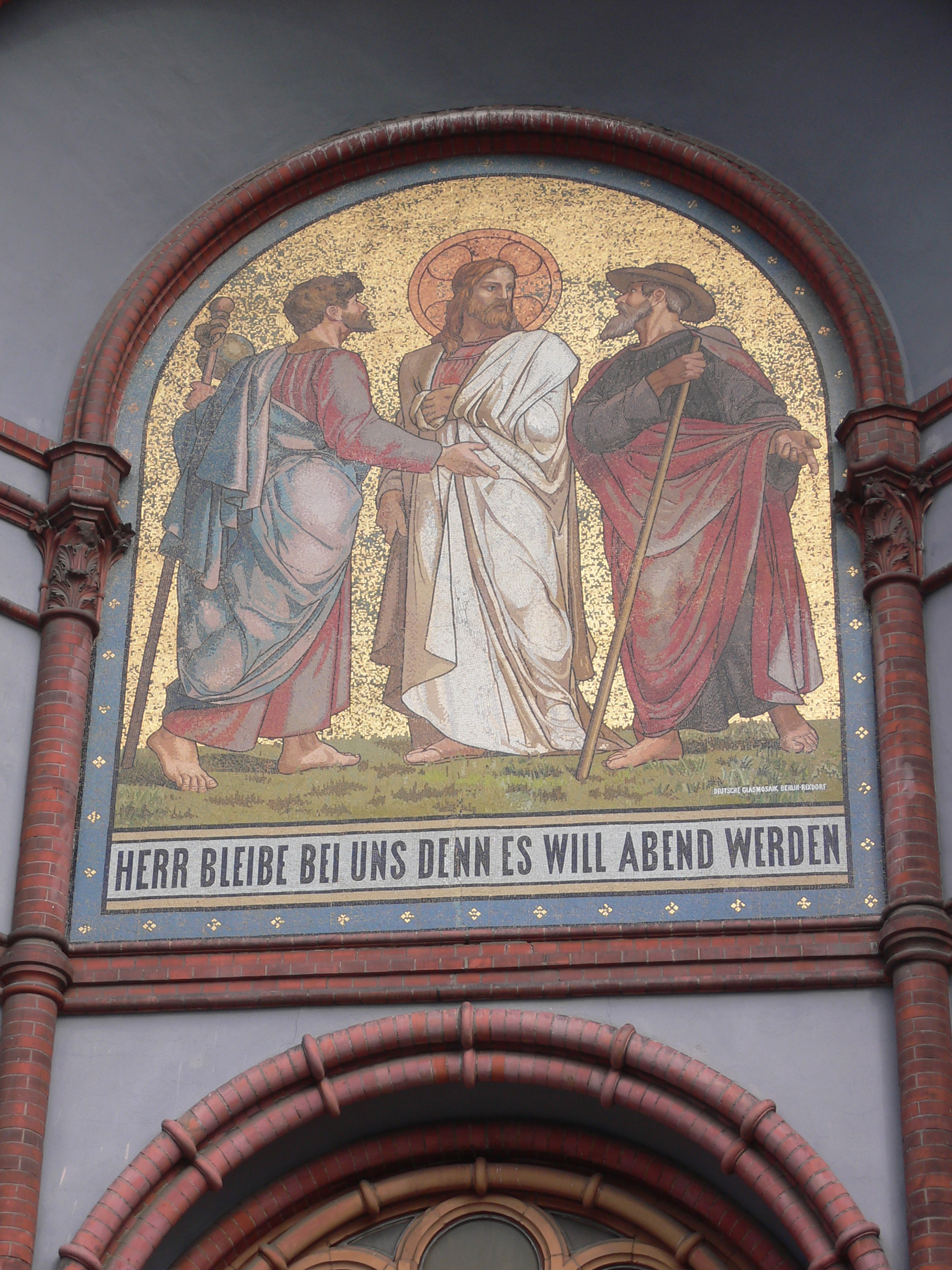

## История
По причине быстрого увеличения берлинского населения во второй половине XIX-го века государственные правители, опираясь на интегрирующее воздействие религии, поддерживали расширение строительства новых церквей в столице.
Церковная община Эммаускирхе стала дочерней по отношению к существовавшей общине при протестантской церкви Святого Фомы (нем. St.-Thomas-Kirche), построенной по проекту архитектора Фридриха Адлера (нем. Friedrich Adler) в годы 1865—1869.
В годы 1890—1893 возводилось здание Эммаускирхе, спроектированное архитектором Августом Ортом как однонефная кирпичная церковь преимущественно с неороманскими декоративными элементами.
Центральное средокрестие храма было сконструировано в форме восьмиугольника с возвышающейся над ним 74-метровой башней. Мозаику портала разрабатывал Пауль Мон (нем. Paul Mohn) (годы жизни 1842—1911), а выполняла мозаичная мастерская «Puhl & Wagner» в Нойкёльне.
В воскресный день 27 августа 1893 года состоялось торжественное открытие церкви. По прямой просьбе Вильгельма II во время обряда освящения храма пел Королевский придворный и кафедральный хор.
Эммаускирхе образовала гармоничный архитектурный ансамбль с расположенным поблизости берлинским вокзалом Гёрлитцер, который был построен в годы 1866—1868 также  по проекту архитектора Августа Орта.

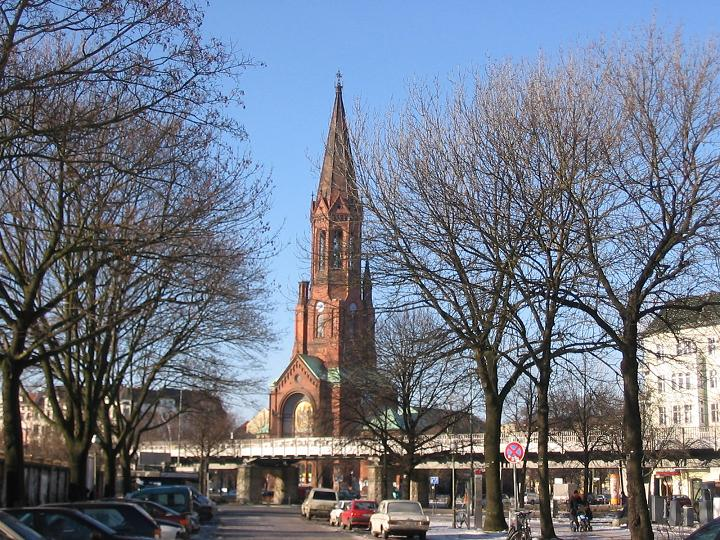
Церковь в городской среде

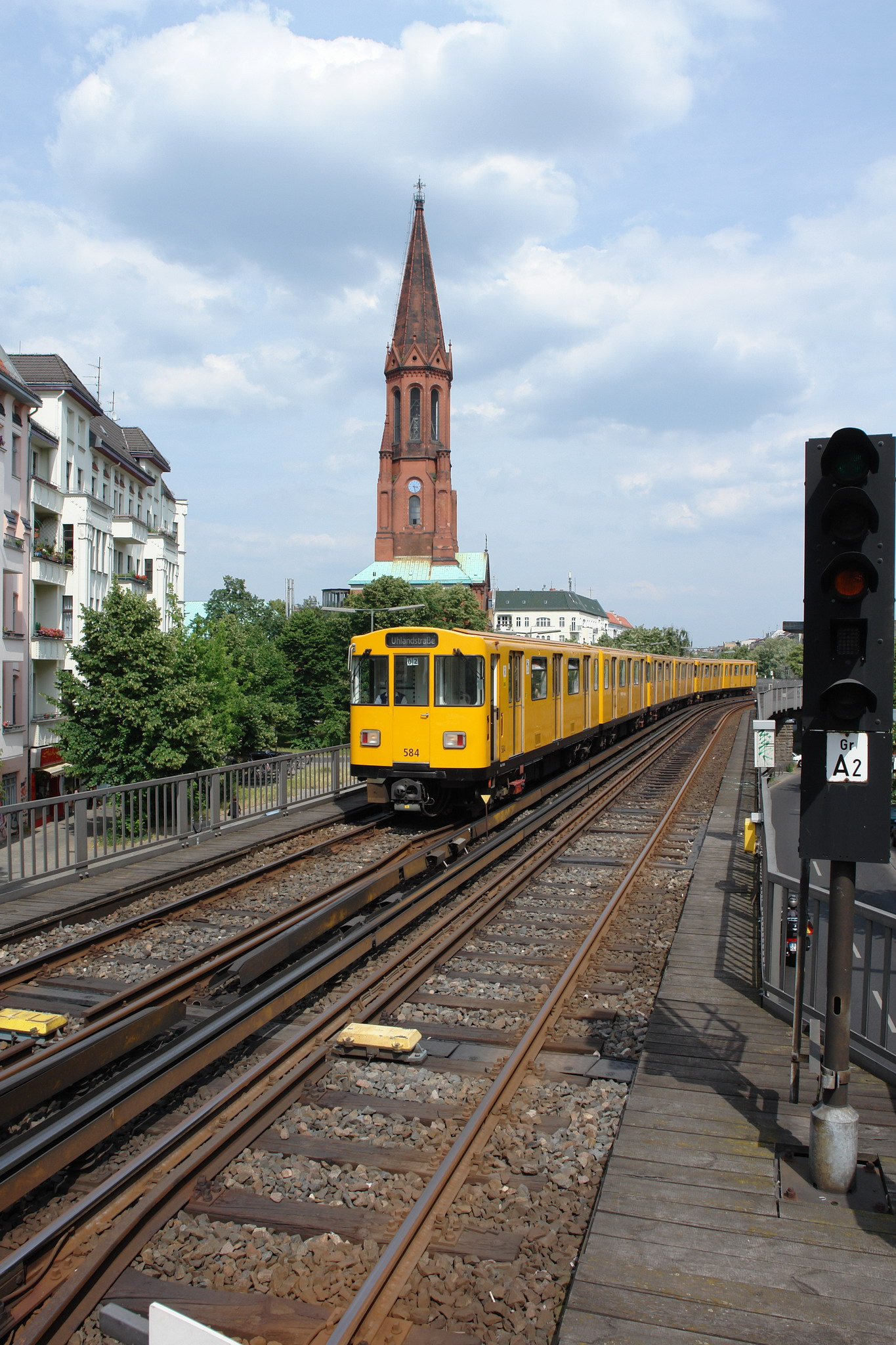
Вид на церковь со стороны линии метро U1

До разрушения во время Второй мировой войны Эммаускирхе имела в пространстве нефа 2400 сидячих мест для прихожан. По этому показателю церковь была в Берлине на первом месте и даже превосходила Берлинский кафедральный собор.
3-го февраля 1945 года после атаки с воздуха сгорел неф церкви, но башня с мозаикой портала сильно не пострадала.
1-го июля 1949 года из-за опасности неизбежного обрушения некоторые части храма пришлось взорвать и удалить.
С 1957 по 1959 год по планам Вернера фон Вальтенхаузена (нем. Werner von Walthausen) заново отстраивался новый неф, существенно меньше первоначального. В 1990-е годы внутреннее пространство церкви полностью преобразилось по проектам Вульфа Айхштета (нем. Wulf Eichstett).
С 2002 года в Эммаускирхе помимо регулярных богослужений проводятся органные концерты, в том числе и с участием хора. Совместно с соседней Елеонской церковной общиной (нем. Ölberggemeinde) постоянно обновляется разнообразная культурная программа.

## Орган
Эммаускирхе имеет специфический орга́н, в котором объединяется звучание традиционного и электронного инструментов.
В 2002 году община Эммаускирхе купила клавишно-духовой музыкальный инструмент, созданный в 1960-м году амстердамской фирмой по производству орга́нов. В годы 2002—2004
возможности этого инструмента были расширены за счёт добавления электронных реестров.